# EHC Red Bull Monachium
EHC Red Bull Monachium (niem. EHC Red Bull München) – niemiecki klub hokejowy z siedzibą w Monachium (Bawaria), od 2010 występujący w najwyższej niemieckiej lidze DEL.

## Informacje ogólne
- Nazwa: EHC München
- Rok założenia: 1998
- Barwy: niebiesko-białe
- Adres: Spiridon-Louis-Ring 27, Olympiastadion, 80809 München
- Lodowisko: Olympia-Eissportzentrum
- Pojemność: 6256

## Historia
Dotychczasowe nazwy klubu
- HC München 98 (1998–2004)
- EHC München (2004–2012)
- EHC Red Bull München (od 2012)

Klub został założony 19 stycznia 1998 roku. Mecze rozgrywa na lodowisku Olympiaeishalle, znajdującym się w kompleksie Olympiapark München. Drużyna męska, która od maja 2004 została wyodrębniona jako EHC München Spielbetrieb GmbH, występuje od sezonu 2005/06 w II lidze.
Największy sukces w historii klubu miał miejsce w sezonie 2009/10, kiedy to drużyna EHCM zdobyła Puchar Niemiec DEB (Niemieckiego Związku Hokeja na Lodzie) oraz wygrała rozgrywki II ligi.
Po triumfie w II lidze klub zabiegał o udział w wyższych rozgrywkach hokejowych. 29 maja 2010 podczas prezentacji nowego sezonu 2010/11 międzynarodowych rozgrywek Erste Bank Eishockey Liga poinformowano o chęci uczestnictwa w nich EHC Monachium. Zarząd ligi EBEL pozytywnie przyjął deklarację bawarczyków, jednak ustanowił im 10 dni na spełnienie kryteriów przyjęcia do rozgrywek. Jakkolwiek władze EHC były przede wszystkim zainteresowane uczestnictwem drużyny w (zamkniętych) rozgrywkach rodzimej ekstraklasy DEL. Ostatecznie 3 lipca klub otrzymał licencję uprawniającą do gry w DEL. W 2012 roku sponsorem klubu została firma Red Bull.
W 2013, wraz z austriackim zespołem EC Red Bull Salzburg, pod egidą sponsora Red Bull klub powołał wspólną drużynę juniorską, która została przyjęta do rosyjskich rozgrywek Mołodiożnaja Chokkiejnaja Liga od sezonu 2013/2014.

## Sukcesy
- Puchar Niemiec: 2010
- Złoty medal 2. Bundesligi: 2010
- Srebrny medal II ligi: 2009
- Awans do II ligi: 2005
- Złoty medal mistrzostw Niemiec: 2016, 2017, 2018
- Srebrny medal mistrzostw Niemiec: 2019, 2022
- Finał Hokejowej Ligi Mistrzów: 2019